# Ana Frega
Ana Frega Novales (1958, Montevideo) es una profesora de Historia, escritora e historiadora uruguaya. Desde noviembre de 2018 hasta 2022 fue decana de la Facultad de Humanidades y Ciencias de la Educación de la Universidad de la República, siendo la primera mujer en ocupar ese cargo.

## Biografía
En 1979 egresa del Instituto de Profesores Artigas como profesora de Historia en la ciudad de Montevideo, Uruguay. 
En 1980 comienza sus estudios en la Licenciatura en Ciencias de la Educación opción investigación en la Facultad de Humanidades y Ciencias de la Educación de la Universidad de la República, egresando en 1989. 
Acerca de posgrados ha obtenido un diploma en 1996 en la Facultad de Ciencias Sociales de la Universidad de la República bajo el título "Temas de historia económica y social del Cono Sur: Argentina, Brasil y Uruguay en el siglo XX” cuya monografía es denominada “Los saladeros en la región platense, 1810-1852”.
Además de esto en 1996 comienza sus estudios de doctorado en Historia en la Universidad de Buenos Aires, Argentina obteniendo el título en el año 2005. Los tutores de sus tesis han sido el profesor José Pedro Barrán y el doctor José Carlos Chiaramonte.

## Ámbito académico
Desde 1987 y hasta 2015 fue profesora en el Instituto de Profesores Artigas de la asignatura Historia Nacional II, desde el Plan 2008 de Historia Regional Platense hasta 1830.
A partir del año 2006 es Profesora Titular de Historia del Uruguay con dedicación total en la Facultad de Humanidades y Ciencias de la Educación de la Universidad de la República en la ciudad de Montevideo, Uruguay.
Su actuación también se extiende desde 2014 en la Universidade Federal de Santa María, Brasil.
Entre 1991 y 1996 fue profesora Adjunta de Sistema Político III en la Facultad de Ciencias Sociales de la Universidad de la República. En esta misma institución entre 1991 y 1993 ha sido Asistente en Proceso Político Nacional.
Está categorizada como nivel III del Sistema Nacional de Investigadores.

### Otras actividades
Entre 2011 y 2015 integró el Comité Científico Internacional UNESCO "La ruta del esclavo".
Durante 2008 fue asesora en la elaboración del programa de Historia en el Consejo de Educación Inicial y Primaria. 
En 2007 asesoró acerca a aspectos vinculados a las relaciones fronterizas entre Uruguay y Brasil en las primeras décadas del siglo XX en el marco de las políticas lingüísticas de la educación pública en el marco del Consejo Directivo Central de la ANEP. 
En distintos periodos ha sido coordinadora del Instituto de Ciencias Históricas y directora del Departamento de Historia del Uruguay de la Facultad de Humanidades y Ciencias de la Educación de la Universidad de la República. En la actualidad se desempeña  
Desde 1992 es coordinadora, responsable e integrante de múltiples líneas de investigación histórica. El 26 de noviembre de 2018, asumió como decana de la Facultad de Humanidades y Ciencias de la Educación de la Universidad de la República, cargo que ostentó hasta diciembre de 2022, cuando fue sucedida por Pablo Martinis.

## Publicaciones
Entre sus obras figuran:
- 1984, Ley de lemas: la génesis de una trampa, en Hoy es Historia. Montevideo
- 1985, Los consejos de salarios como experiencia de concertación, en Cuadernos del CLAEH. No.33. Montevideo
- 1985, La reforma del agro. Una encrucijada para el batllismo. 1911-1933. Montevideo, CLAEH,
- 1987, Historia Uruguaya. Tomo VII. Crisis política y recuperación económica. Montevideo, EBO
- 1987, Baldomir y la restauración democrática. Montevideo, EBO.  Coautora con Mónica Maronna e Yvette Trochon.
- 1987,  El pluralismo uruguayo. 1919-1933. Cambios sociales y política. Montevideo, CLAEH, 1987, 1999
- 1989, Estado y economía en el Río de la Plata a comienzos del siglo XX. Ganadería, agricultura y capital extranjero", en El reformismo en contrapunto. Los procesos de "modernización" en el Río de la Plata (1890-1930). Montevideo, EBO
- 1990, Historia Uruguaya. Tomo VIII. El fin del Uruguay liberal. 1959-1973. Montevideo, EBO. Coautora junto a Benjamín Nahum. Mónica Maronna e Yvette Trochon
- 1991, Los fundamentos del Estado empresario. 1903-1933, en Cuadernos del CLAEH. Nos. 58-59. Montevideo
- 1992, Trabajadores y Consejos de Salarios en Uruguay en los años 40. Los desafíos de la negociación",en Ángela de Castro Gómez, Estado, corporativismo y acción social en Brasil, Argentina y Uruguay. Buenos Aires, Editorial Biblos/Fundación "Simón Rodríguez"
- 1993,Como el Uruguay no hay. Consideraciones en torno al Estado 'neobatllista' y su crisis, en Encuentros Revista de Estudios Interdisciplinarios N.º 2. Montevideo, CEIL/CEIU/FCU
- 1993, Sindicatos, empresarios y Estado en Uruguay en los a¤os 40. Negociación y confrontación", en Biblos. N.º 5. Río Grande, Universidade do Río Grande
- 1994, Los pueblos y la construcción del Estado en el crisol de la revolución. Apuntes para su estudio en el Río de la Plata (1810-1820), en Cuadernos del CLAEH, N.º 69
- 1996, La dimensión de lo privado en tiempos revolucionarios, en J.P. BARRAN, G. CAETANO, T. PORZECANSKI (directores), Historias de la vida privada en el Uruguay. Tomo I. Entre la honra y el desorden 1780-1870, Montevideo, Ediciones Santillana.
- 1998, Tradición y modernidad en la crisis de 1808. Una aproximación al estudio de la Junta de Montevideo, en Luis E. BEHARES y Oribe CURES (org.), Sociedad y cultura en el Montevideo colonial. Montevideo, FHCE
- 1999, El cónsul británico en Montevideo y la independencia del Uruguay. Selección de informes de Thomas Samuel Hood (1824-1829), Montevideo, Dpto. de Publicaciones de la UdelaR
- 2000, Pertenencias e identidades en una zona de frontera. La región de Maldonado entre la revolución y la invasión lusitana (1816-1820), en La Gaceta, N° 16. Montevideo, APHU
- 2002, Caudillos y montoneras en la revolución radical artiguista, en Revista Andes. Antropología e Historia, N° 13, Salta, CEPIHA
- 2003, La integración de los ‘Pueblos Libres’. A propósito del federalismo artiguista y Pertenencias e identidades en una zona de frontera. La región de Maldonado entre la revolución y la invasión lusitana (1816-1820), en Flávio M. HEINZ y Ronaldo HERRLEIN Jr. (organizadores), Histórias Regionais do Cone Sul, Santa Cruz do Sul, EDUNISC
- 2004, Cuartel general y villa de la Purificación. Enfoque histórico. Coautoría con Ariadna Islas, Daniele Bonfanti y Magdalena Broquetas.
- 2005, Guerras de independencia y conflictos sociales en la formación del Estado Oriental del Uruguay, 1810-1830, en Dimensión Antropológica, N.º 35, México, Instituto Nacional de Antropología e Historia